# Jacob Svinggaard
Jacob Svinggaard (ur. 27 września 1967 w Næstved) – duński piłkarz występujący na pozycji pomocnika.

## Kariera klubowa
Svinggaard karierę rozpoczynał w sezonie 1985 w pierwszoligowym zespole Vejle BK. Jego graczem był przez 7 lat. Następnie w sezonie 1992/1993 występował w innym pierwszoligowcu, B 1909. W 1993 roku przeszedł do niemieckiej Fortuny Kolonia, grającej w 2. Bundeslidze. Zadebiutował w niej 27 lipca 1993 w zremisowanym 1:1 meczu z SV Waldhof Mannheim. W Fortunie spędził 3 sezony. W tym czasie rozegrał tam 79 spotkań i zdobył 15 bramek.
W 1996 roku Svinggaard wrócił do Danii, gdzie został graczem klubu FC København. W sezonie 1996/1997 zdobył z nim Puchar Danii, po czym zakończył karierę.

## Kariera reprezentacyjna
W reprezentacji Danii Svinggaard zadebiutował 5 lutego 1990 w zremisowanym 1:1 towarzyskim meczu ze Zjednoczonymi Emiratami Arabskimi. Jednocześnie było to jedyne spotkanie rozegrane przez niego w drużynie narodowej.